# Jaguaripe
Jaguaripe là một đô thị thuộc bang Bahia, Brasil. Đô thị này có diện tích 891,345 km², dân số năm 2007 là 12625 người, mật độ 14,16 người/km².